# Pediobius phragmitis
Pediobius phragmitis är en stekelart som beskrevs av Boucek 1965. Pediobius phragmitis ingår i släktet Pediobius och familjen finglanssteklar.
Artens utbredningsområde är:
- Slovakien.
- Tyskland.
- Ungern.
- Azerbajdzjan.
- Moldavien.

Inga underarter finns listade i Catalogue of Life.